# Fujifilm X-T4
Die Fujifilm X-T4 ist ein digitales Systemkameragehäuse der X-Serie des Herstellers Fujifilm.
Die Kamera wurde im April 2020 auf den Markt gebracht und gilt eher als Schwestermodell der Fujifilm X-T3, obwohl es formal der Nachfolger ist und diese auch am Markt ablöst. Größter Unterschied zur X-T3 ist der IBIS (In Body Image Stabilization) genannte Fünf-Achsen Bildstabilisator, welcher nach der X-H1 das zweite Mal bei einer Fujifilm DSLM-Kamera im Gehäuse untergebracht ist. Damit setzte Fujifilm ein oft gefordertes Feature um, welches bisher auf Grund der kompakten Bauweise nicht möglich war. Dieser Unterschied erklärt die größeren Abmessungen im Vergleich zur X-T3.
Darüber hinaus gibt es im Vergleich zum Vorgängermodell nur geringfügige oder keine Unterschiede. So wird der gleiche Sensor verwendet, was die Bildqualität vergleichbar macht. Verbesserungen wurden in der Bedienbarkeit vorgenommen, so ist die AF-On Taste nun größer und der Wechsel zwischen Foto- und Videomodus erfolgt per Kippschalter unter dem Verschlusszeitenrad. Eingespart wurde hingegen der Klinkenstecker. Für den Anschluss von Geräten mit dieser Schnittstelle ist nun ein entsprechender USB-C-Adapter notwendig.
Die größte Änderung am Gehäuse im Vergleich zur Fujifilm X-T3 ist sicherlich am Display der Kamera. Dieses lässt sich nun nach außen ausklappen und nach vorne schwenken. Das ist insbesondere für Vlogger und Content Creator interessant.
Die Fujifilm X-T4 wurde von der Expert Imaging and Sound Association als Kamera des Jahres 2020–2021 ausgezeichnet. Zur Begründung heißt es, Fujifilm habe mit der X-T4 „zweifellos die bisher beste spiegellose APS-C-Kamera entwickelt“.